# منتخب أوكرانيا تحت 18 سنة لهوكي الجليد للرجال
منتخب أوكرانيا تحت 18 سنة لهوكي الجليد للرجال (بالأوكرانية: Юніорська збірна України з хокею із шайбою)‏ هو ممثل أوكرانيا الرسمي في المنافسات الدولية في هوكي الجليد
.